# Пунавалла, Адар
Адар Пунавалла (родился 14 января 1981 г.) — индийский бизнесмен-миллиардер. Главный исполнительный директор (CEO) Института сыворотки Индии . Основанный в 1966 году его отцом Сайрусом Пунавалла, институт является крупнейшим в мире производителем вакцин по количеству произведенных доз.

## Образование
Адар Пунавалла получил образование в Епископской школе (Пуна) и в Кентерберийской школе Святого Эдмунда, а затем в Вестминстерском университете .

## Карьера
Пунавалла присоединился к Индийскому институту сывороток в 2001 году после окончания университета. Затем, экспортируя свою продукцию в 35 стран, Пунавалла сосредоточился на международном рынке, лицензировании новых продуктов и получении предварительной квалификации Всемирной организацией здравоохранения для поставок в агентства Организации Объединённых Наций, включая ЮНИСЕФ и ПАОЗ. По состоянию на 2015 год он помог компании экспортировать свою продукцию в более чем 140 стран мира; 85 % его доходов поступает из-за рубежа.
В 2011 году стал генеральным директором. В 2012 году сыграл важную роль в приобретении Bilthoven Biologicals, государственной компании по производству вакцин в Нидерландах. Пунавалла является членом правления Альянса ГАВИ, глобального альянса по вакцинам.
Он инициировал и запустил в 2014 году пероральную полиомиелитную вакцину Института сыворотки, ставшую бестселлером компании. Сообщалось, что в том же году он планировал расширить портфель продуктов, включив в него вакцины от лихорадки денге, гриппа и рака шейки матки. В настоящее время он является генеральным директором Института сыворотки Индии. 
31 мая 2021 года был назначен председателем Magma Fincorp после приобретения 66 % акций компании, предоставляющей финансовые услуги.

## Требования вакцин против COVID-19
В интервью The Times Пунавалла заявил, что уехал из Индии в Лондон из-за угроз, требующих вакцины от COVID-19. Пунавалла также сказал, что начнет производство вакцины против Covid за пределами Индии в дополнение к текущему производству в Индии. Правительство Индии предоставило ему безопасность категории «Y», поскольку угрозы были обнародованы.

## Филантропия
В 2020 году SII объявила, что пожертвует 66 миллионов долларов Оксфордскому университету для финансирования создания Центра исследований вакцин в Пунавалле.

## Награды
- В 2016 году был включен в список журнала GQ Magazine и удостоен награды «Филантроп года»[20].
- В 2017 году получил награду «Гуманитарные усилия» в Зале славы 2017 года[21], а также был удостоен награды «Индийец года» в категории «КСО-бизнес» на CNN-News18[22].
- В 2018 году главный министр Девендра Фаднавис вручил Пунавале награду ET Edge Maharashtra Achievers Business Leader of the Year[23] . В том же году он получил награду CNBC Asia за корпоративную социальную ответственность[24].
- В 2020 году Пунавалла был включен в список журнала Fortune «40 моложе 40» в категории здравоохранения[25].
- В 2021 году Адар был признан Предпринимателем года по версии журнала Economic Times за беспрецедентный вклад в борьбу с Covid-19, успешно поставив огромное количество вакцины Covisield в Индии и во всем мире, разработанной Oxford-AstraZeneca и произведенной в Индии Институтом сыворотки[26].
- В 2021 году Адар был включен в ежегодный список 100 самых влиятельных людей мира Time 100[27].